# Доњи Михољац
Доњи Михољац је град у Републици Хрватској који административно припада Осјечко-барањској жупанији. Према резултатима пописа из 2011. у граду је живело 9.491 становника, а у самом насељу је живело 6.240 становника. Блаженопочивши патријарх српски господин Павле је рођен у доњомихољачком селу Кућанци.

## Географски положај
- Географска ширина 45° 45' 71" N
- Географска дужина 18° 08' 81" Е

Доњи Михољац је смештен у самом срцу равнице, 2,5 километара ваздушне линије, односно 3,5 км цестом од центра града до граничног прелаза мађарске границе, на десној обали реке Драве.

## Територијална организација
До пописа становништва из 1991. године, постојала је велика општина Доњи Михољац, која се простирала на површини од 471 , а по истом попису на том подручју живело је 20.365 становника, распоређених у насеља. После успостављања нове територијалне организације у Хрватској, бивша општина Доњи Михољац подељена је на Град (градско подручје) Доњи Михољац и општине: Магаденовац, Маријанци, Подравска Мославина и Виљево.

## Становништво

### Попис 1991.
На попису становништва 1991. године, насељено место Доњи Михољац је имало 6.935 становника, следећег националног састава:
| Попис 1991.‍   | Попис 1991.‍  | Попис 1991.‍ | Попис 1991.‍ | Попис 1991.‍ |
| ------------- | ------------ | ----------- | ----------- | ----------- |
|               |              |             |             |             |
| Хрвати        | Хрвати       |             | 5.829       | 84,05%      |
| Срби          | Срби         |             | 510         | 7,35%       |
| Југословени   | Југословени  |             | 237         | 3,41%       |
| Мађари        | Мађари       |             | 52          | 0,74%       |
| Албанци       | Албанци      |             | 23          | 0,33%       |
| Словенци      | Словенци     |             | 14          | 0,20%       |
| Роми          | Роми         |             | 12          | 0,17%       |
| Муслимани     | Муслимани    |             | 7           | 0,10%       |
| Црногорци     | Црногорци    |             | 6           | 0,08%       |
| Македонци     | Македонци    |             | 5           | 0,07%       |
| Немци         | Немци        |             | 4           | 0,05%       |
| Италијани     | Италијани    |             | 2           | 0,02%       |
| Румуни        | Румуни       |             | 2           | 0,02%       |
| Словаци       | Словаци      |             | 2           | 0,02%       |
| Грци          | Грци         |             | 1           | 0,01%       |
| Јевреји       | Јевреји      |             | 1           | 0,01%       |
| Пољаци        | Пољаци       |             | 1           | 0,01%       |
| Русини        | Русини       |             | 1           | 0,01%       |
| Украјинци     | Украјинци    |             | 1           | 0,01%       |
| Чеси          | Чеси         |             | 1           | 0,01%       |
| неопредељени  | неопредељени |             | 111         | 1,60%       |
| регион. опр.  | регион. опр. |             | 12          | 0,17%       |
| непознато     | непознато    |             | 101         | 1,45%       |
| укупно: 6.935 |              |             |             |             |

## Историја

### Други светски рат
Из села Чађавички Луг исељено је 300 домова из села Блање исељени су сви Срби (који нису поубијани), а из села Орашњака, Мартинаца, Дранице, Илмин Двора, Крченика, Жабњаче, Милановца и Брештановца исељено је око 650 Срба. Сва ова села налазе се у срезу Доњи Михољац.

## Спорт
- ФК „Јединство"

## Образовање
- дјечји вртић "Pinocchio"
- основна школа „Аугуст Харамбашић"
- средња школа

## Знаменитости
Дворац грофова Мајлат и паркови који му припадају.